# أموروتو
بلدية أموروتو (بالإسبانية: Amoroto)‏ هي بلدية تقع في مقاطعة بيسكاي، التي تقع في منطقة الباسك شمالي إسبانيا.

## وصلات خارجية
- AMOROTO in the Bernardo Estornés Lasa - Auñamendi Encyclopedia (Euskomedia Fundazioa) (بالإسبانية)